# Rivière Cupari
La rivière Cupari (portugais : Rio Cupari) est une rivière qui se jette dans le Rio Tapajós, dans la forêt amazonienne au Brésil. La rivière Cupari se trouve dans la partie orientale du bassin versant du fleuve Amazone, dans l'État de Pará. 

## Géographie
La rivière traverse la forêt nationale d'Itaituba I, une zone de conservation à usage durable de 220 639 hectares créée en 1998. Avant de se jeter dans le Tapajós, il s'écoule le long de la limite sud-ouest de la forêt nationale de Tapajós, une unité de conservation à usage durable de 549 067 hectares créée en 1974. 
Son cours est de 130 km de longueur[réf. nécessaire].
Sa source est le confluent des rio Cupari Braço Oeste et Igarapé Ipixuna

### Bassin versant
Son bassin versant est de 5 900 km2[réf. nécessaire]

## Hydrologie
Son régime est dit pluvial équatorial.